# Cissampelos laxiflora
Cissampelos laxiflora là một loài thực vật có hoa trong họ Biển bức cát. Loài này được Moldenke mô tả khoa học đầu tiên năm 1947.